# Rådhuset, Uddevalla

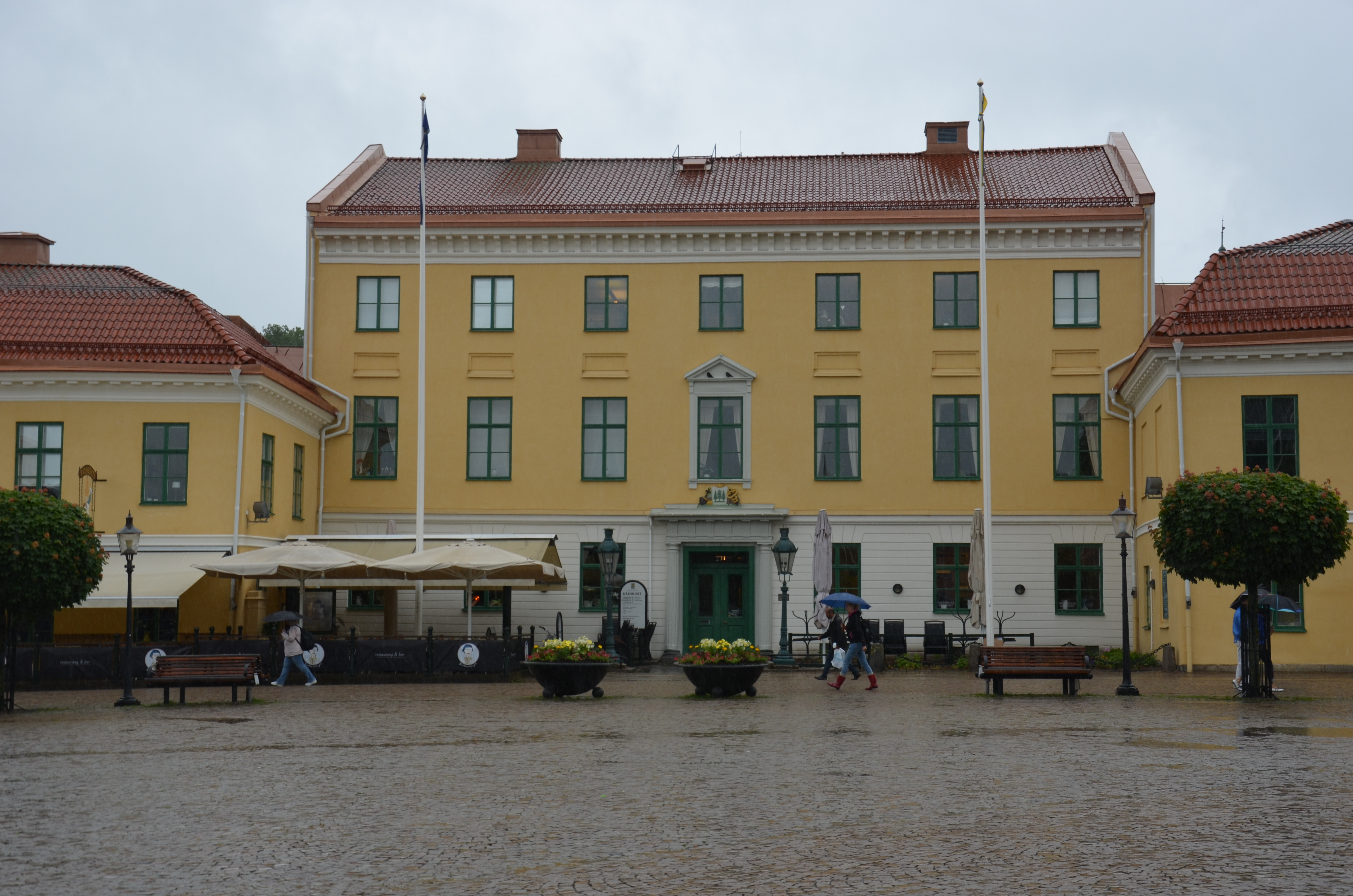
Rådhuset

Rådhuset i Uddevalla är en byggnad från tidigt 1800-tal.
Uddevalla stad hade tidigare för sin rådhusrätt använt en 1737 uppförd tvåvåningsbyggnad, som hade byggts 1737 av en köpman i staden och köpts av staden 1747. Detta hus brann ned vid stadsbranden 1806. Det nuvarande rådhuset uppfördes i holländskt tegel vid Kungstorget 1816–18 mellan de två flyglar som tidigare byggts av privat köpmän i staden. Flyglarna övertogs av staden.